# Мария Вергова-Петкова
Мария Димитрова Вергова-Петкова е българска дискохвъргачка.
Родена е на 3 ноември 1950 година в Пловдив. Участва в международни състезания от средата на 70-те години, като печели сребърни медали на Олимпиадата в Монреал (1976) и тази в Москва (1980). През 1980 – 1983 година е световна рекордьорка с хвърляне от 71,80 m.